# Anacroneuria brandaoi
Anacroneuria brandaoi är en bäcksländeart som beskrevs av Bispo och Froehlich 2004. Anacroneuria brandaoi ingår i släktet Anacroneuria och familjen jättebäcksländor. Inga underarter finns listade i Catalogue of Life.